# Zollrechtliche Versandverfahren
Bei den zollrechtlichen Versandverfahren handelt es sich um Zollverfahren, bei denen Waren abgabenfrei (Zölle, EUSt und Verbrauchsteuern) innerhalb oder zwischen den Zollgebieten der teilnehmenden Staaten befördert werden.
In Europa ist dies – je nach Versandverfahren (UVV, gemVV, Carnet TIR) – mit Hilfe des NCTS innerhalb des Zollgebiets der Europäischen Union, zwischen diesem und den Zollgebieten der CTC-Staaten oder zwischen den Vertragsstaaten des TIR-Übereinkommens anwendbar.

## Allgemeines
Diese Waren sind Güter, die (noch) nicht dem inländischen bzw. innereuropäischen Wirtschaftskreislauf zugeführt werden, sei es aus wirtschaftlichen Erwägungen (die Ware wird beispielsweise noch veredelt) oder aus rein praktischen Gründen (die Zollabfertigung am Heimatort des Einführers oder Spediteurs ist möglicherweise praktikabler als an einem fernen aber grenznahen Ort).
Da die eigentliche Zollabfertigung zum freien Verkehr erst zu einem späteren Zeitpunkt stattfinden soll (es sei denn, es handelt sich um eine bloße Durchfuhr), ist ein gewisses Abgabenrisiko vorhanden, so dass diese Waren unter zollamtlicher Überwachung transportiert werden. Diese Waren können sich unter Zollverschluss befinden, evtl. mit Begleitung fahren und werden schriftlich und elektronisch überwacht und dokumentiert.
Die im Versandverfahren beförderten Waren sollen im Anschluss daran eine zollrechtliche Bestimmung erhalten; beispielsweise die Überführung in den zoll- und steuerrechtlich freien Verkehr (etwa durch eine ugs. „Verzollung“), die Überführung in ein anderes Besonderes Zollverfahren (Zollverfahren wie das Zolllagerverfahren) oder die Wiederausfuhr.
Es wird Nichtunionsware (alte Bezeichnungen „Nichtgemeinschaftsware“, „Zollgut“) genauso wie unter bestimmten Voraussetzungen auch Unionsware (alte Bezeichnung „Gemeinschaftsware“, „Freigut“) in zollrechtlichen Versandverfahren befördert.
Versandverfahren müssen bei den dafür zuständigen Zollbehörden mithilfe einer Versandanmeldung (als Variante einer Zollanmeldung) beantragt werden.
Dies kann in Deutschland nur noch im NCTS über die Software ATLAS (Abkürzung für „Automatisiertes Tarif- und Lokales Zollabwicklungssystem“) oder – sofern die erforderlichen IT-Infrastruktur nicht vorhanden ist – über die Internetversandanmeldung (IVA) geschehen. Die Vorlage einer gedruckten T1- oder T2-Versandanmeldung bei dem zuständigen Zollamt ist nur bei Systemausfällen erlaubt.

## Rechtsgrundlagen
Rechtsgrundlagen für die Versandverfahren sind u. a. die Bestimmungen aus dem Unionszollkodex, der Delegierten Verordnung (UZK-DA) und die Durchführungsverordnung zum Zollkodex (UZK-IA) sowie weitere zwischenstaatliche Verträge und Übereinkünfte, etwa das Übereinkommen über ein gemeinsames Versandverfahren vom 20. Mai 1987 zwischen der EU und den weiteren Vertragsparteien (EFTA-Staaten, Türkei, Serbien, Nordmazedonien, Vereinigtes Königreich und Ukraine).

## Übersicht

TIR-Tafel

Es existieren im Zollrecht folgende Versandverfahren:
- Unionsversandverfahren (EU, Monaco, Nordirland, Andorra und San Marino)
- Gemeinsames Versandverfahren (EU, EFTA, Türkei, Nordmazedonien, Serbien, Vereinigtes Königreich (Nordirland im UVV), Ukraine)
- Beförderung mit Carnet TIR
- Beförderung mit Carnet ATA als Versandschein
- Beförderung mit Vordruck AE 302 gemäß dem am 19. Juni 1951 in London unterzeichneten Abkommen der NATO-Vertragsparteien über das Statut ihrer Streitkräfte
- Beförderung aufgrund des Rheinmanifestes (revidierte Rheinschiffahrtsakte)
- Beförderung aufgrund des Übereinkommens über den internationalen Eisenbahnverkehr (kurz „CIM“; wird in UVV/gemVV integriert)
- Beförderung im grenzüberschreitenden Postverkehr